# Plasticité phénotypique des plantes
La plasticité phénotypique des plantes se produit pendant la durée de vie de ces organismes, et leur permet ainsi, grâce à des facteurs génétiques et épigénétiques, d’obtenir un phénotype adapté à différents environnements,. 
La plasticité phénotypique, souvent considérée comme une adaptation évolutive du phénotype en réponse aux variations d’un environnement, avantage l’individu qui aura une meilleure intégration dans un nouvel environnement, par rapport aux autres individus n’ayant pas évolué. Un seul génotype peut produire des phénotypes différents dans des environnements différents. Dépendamment de comment l’organisme réagit aux variations environnementales, la plasticité phénotypique englobe plusieurs types de changements dus à l’environnement. Les changements peuvent être morphologiques, physiologiques, anatomiques ou concerner le timing du développement et de la reproduction, le système reproducteur et le patron de développement de la progéniture . Cependant, les bénéfices procurés par la plasticité peuvent être limités par les coûts énergétiques de tels changements. Ces changements peuvent rester de façon permanente pendant la durée de vie d’un individu, ou au contraire, être seulement temporaires (plasticité réversible).
Cette capacité est particulièrement importante chez les plantes car leur mode de vie sessile demande une certaine flexibilité par rapport aux variations des conditions ambiantes. À la suite d'une variation importante dans l’environnement, une plante ne peut que s’adapter afin de persister dans cet environnement, dans le cas contraire, la plante disparaîtrait. La plasticité varie selon les taxons, les espèces, les populations et même les individus. La compétition entre espèces, les systèmes de défenses, l’ajustement de la période de reproduction, ou la production de nouvelles structures sont tous des cas de plasticité phénotypique pouvant être observés chez les plantes, ce qui soutient le fait que les réponses de plasticité sont adaptatives .

## Gradient de plasticité selon la latitude
La plasticité phénotypique est reconnue comme l’un des principaux mécanismes responsables de la persistance des espèces à la suite de changements de conditions de l’environnement. En effet, en s’adaptant aux nouvelles conditions environnementales, une plante est capable de persister dans cet environnement. Elle est aussi l’une des stratégies les plus utilisées par les espèces exotiques envahissantes afin de s’adapter et d’envahir plus rapidement de vastes zones géographiques, dans lesquelles elles n’étaient pas présentes auparavant. L’hypothèse de variabilité climatique établit qu’une importante variabilité thermique à de hautes latitudes devrait produire une augmentation de la plasticité phénotypique d’un individu avec la latitude. Afin de vérifier cette hypothèse, une étude a été menée sur des populations de pissenlits (Taraxacum officinale) situées le long d’un gradient latitudinal. Il en a été déduit que la plasticité augmente avec la latitude et qu’elle augmente de façon plus importante à une température élevée.  La relation positive trouvée entre la plasticité phénotypique et la latitude géographique pourrait avoir des implications importantes dans la persistance ou l’invasion d’espèces futures dans un scénario de changement climatique. Ainsi, plus une espèce se trouve aux pôles et plus l’augmentation de température du milieu est importante, plus cette espèce va être apte à s’adapter.

## Compétition
La compétition est une interaction négative entre des individus ou des populations de la même espèce ou d’espèces différentes. La compétition est souvent due à l’accessibilité des ressources d’un milieu, la recherche de nourriture ou la dominance d’un habitat. Un individu peut empêcher un autre à disposer de ces ressources. Les interactions entre des individus en compétition a un impact négatif sur leur fitness. Cette compétition pousse les organismes à évoluer afin de réduire ces pressions. Les plantes montrent deux types de compétitions différentes : une compétition à la surface et une compétition souterraine ,. Les plantes présentent des adaptations différentes selon que la compétition est souterraine ou à la surface.

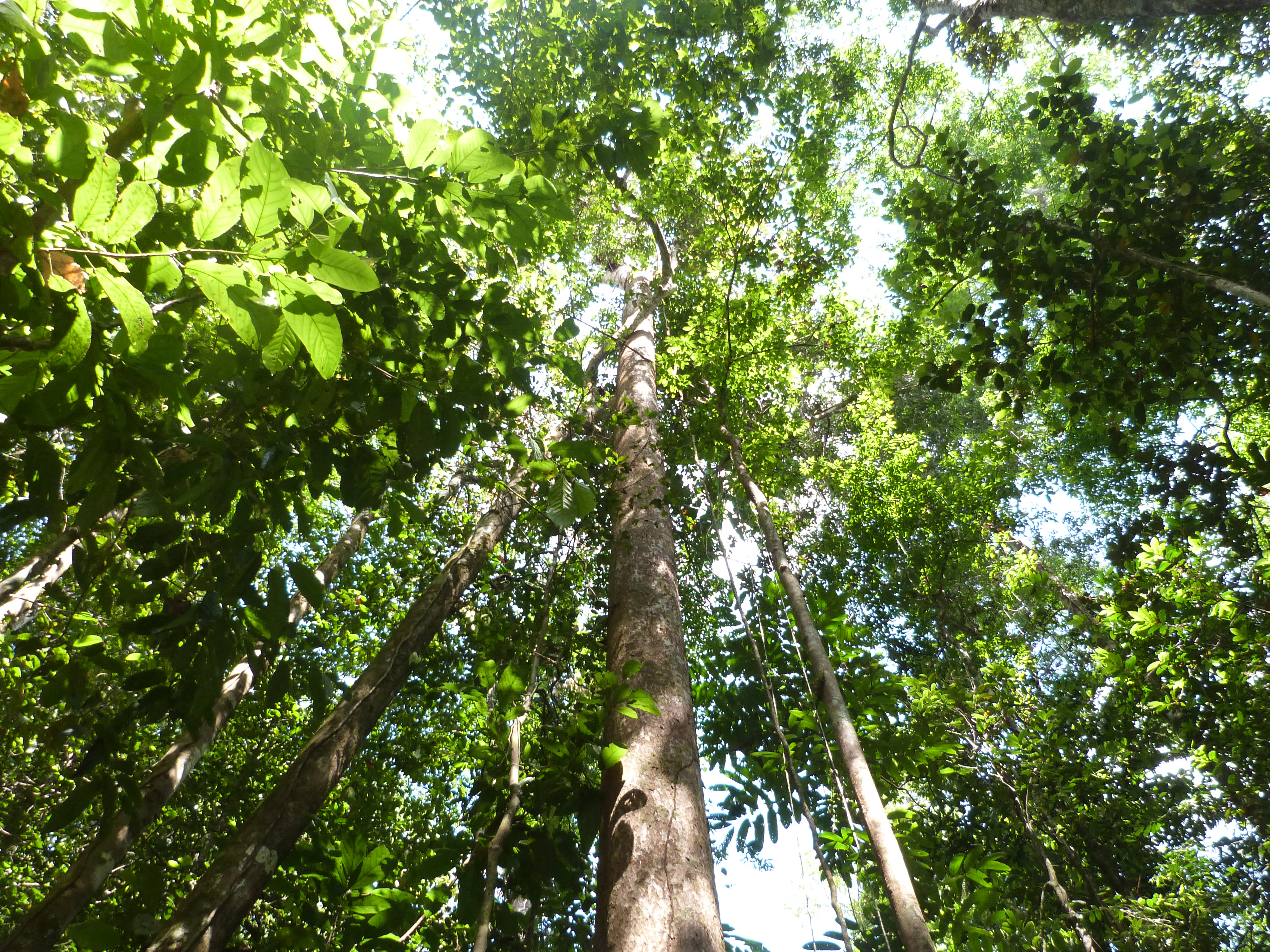
Canopée de la forêt guyanaise, la végétation est tellement dense que peu de lumière arrive au sol.

La compétition à la surface se caractérise surtout par la compétition pour la lumière. Les plus grandes plantes (telles que les arbres) ont un avantage disproportionné par rapport aux plus petites plantes car elles limitent l’accès à la lumière en ombrageant la surface terrestre . Dans les canopées monospécifiques, les plantes ont développé un système de communication. Les plantes émettent et perçoivent des signaux informationnels. Une interaction entre plantes est considérée informationnelle lorsqu’elle implique l’échange d’un montant, même insignifiant, de matière ou d’énergie (quantitatifs) ayant un effet important sur le développement des plantes. Les plantes utilisent ces signaux légers afin de détecter des plantes voisines qui leur feraient le l’ombre. La réponse la plus répandue pour éviter l’ombre est l’élongation de la tige de la plante et l’établissement d’une hiérarchie d’aptitudes au niveau de la canopée. L’évitement de l’ombre par les plantes est une force importante de stabilisation et de sélection au niveau des canopées monospécifiques.
La compétition souterraine est surtout caractérisée par la compétition pour les ressources minérales présentes dans le sol, utilisées par les plantes. La compétition souterraine survient lorsque les plantes réduisent le développement, la survie ou la fécondité des plantes voisines en diminuant les ressources disponibles dans le sol, ou en émettant des substances nocives pour ces dernières. La compétition souterraine est plus forte et implique plus de voisins que la compétition de surface. La capacité de compétition souterraine est caractérisée par la densité des racines, la superficie qu’elles occupent. Elle se distingue aussi par la capacité d’expansion des racines ou les différentes propriétés des enzymes impliquées dans l'assimilation des nutriments prélevés dans le sol. Ainsi, une plante peut contrôler la croissance de ses racines afin d’obtenir plus ou moins de ressources, ou dans la quantité d’enzymes produits afin d’assimiler plus de nutriments. La compétition pour les ressources du sol est plus symétrique que la compétition pour la lumière, elle diminue souvent lorsque les niveaux de nutriments dans le sol augmentent.

## Système de défense
Les systèmes de défense inductibles chez les plantes et les animaux jouent un rôle important dans notre compréhension de la plasticité phénotypique. En effet, en réponse aux prédateurs ou aux parasites, un organisme peut induire ou accentuer son système de défense. La quantité de prédateurs et de parasites varie en fonction du milieu et du temps. Ainsi, un système de défense constant parait très coûteux alors qu’une défense pouvant être induite puis abandonnée semble une adaptation moins coûteuse, seulement employée si nécessaire.
Les plantes dicotylédones de l’ordre des Capparales (représenté par 5 familles dont les Brassicacées) ont développé un système de défense chimique efficace. Par l’hydrolyse du glucosinolate par la myrosinase les plantes produisent des substances qui dissuadent les herbivores. Cependant, les insectes herbivores se nourrissant spécifiquement de plantes crucifères reconnaissent les glucosinolates (surtout les glucosinolates indole et aromatiques) et ses dérivés comme un stimulant pour s’alimenter ou pour la ponte. Leurs prédateurs herbivores les plus importants sont la Piéride de la rave (Pieris rapae) et la Piéride du chou (Pieris brassicae). Les plantes endommagées par les chenilles de Pieris rapae activent leur système de défense.

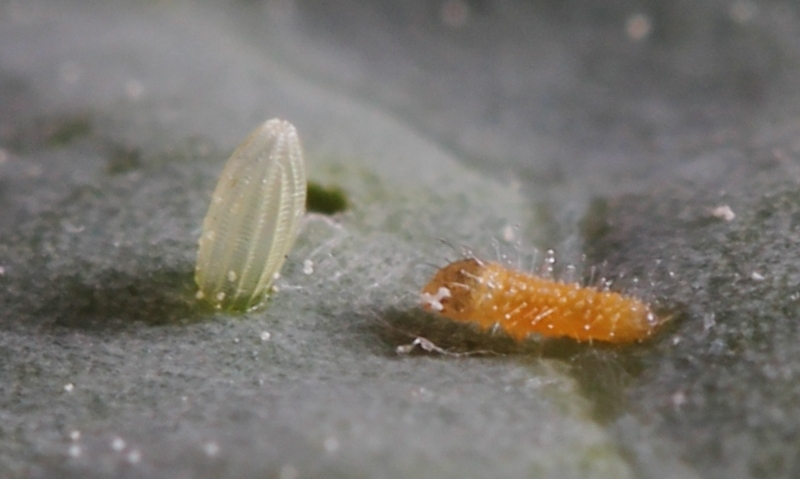
Œuf et larve de Pieris rapae sur une feuille.

Une étude sur les radis sauvages (Raphanus raphanistrum) a montré que la production de glucosinolate augmente (en moyenne la concentration en glucosinolate est 55% plus élevée) lorsque l’organisme active son système de défense. De plus, les plantes produisent de nouvelles feuilles plus en hauteur, avec une densité plus importante et possédant plus de trichomes que des feuilles du même âge appartenant à des plantes non endommagées. La protéine « epithiospecifier » (ESP) interagit avec la myrosinase et redirige l’hydrolyse du glucosinolate vers la formation de nitriles et d’épithionitriles au détriment de l’isothiocyanate, généralement produit et qui est plus toxique. En condition normale, lorsque les larves de P. rapae se nourrissent d’une plante non endommagée, une protéine présente dans leur intestin et fonctionnant comme l’ESP des plantes, redirige les dérivés du glucosinolate vers une forme moins toxique de nitrile qui est ensuite éliminé. Les femelles lépidoptères adultes évitent de pondre sur les plantes déjà endommagées afin d’assurer l’apport suffisant de nourriture pour leur descendance.
Ainsi, P.rapae et P. brassicae pondent moins rapidement sur les plantes portant des larves de la même espèce, ce qui suggère un changement biochimique dans la plante hôte ou que les déjections des larves contiennent des substances qui dissuadent la ponte. Cette étude faite sur l’Arabette des dames (Arabidopsis thaliana) a donc montré que la ponte de P.brassicae ou P.rapae sur ses feuilles non endommagées stimule un changement dans l’expression d’un gène relié à la défense. Un changement métabolique de la plante ou un signal visuel et chimique déclenché par les œufs eux-mêmes pourrait dissuader les pontes ultérieures.

## Nouvelles structures adaptées et changement de stratégie
En réponse à des changements environnementaux, un organisme peut produire de nouvelles structures plus adaptées à cet environnement. Il peut aussi modifier des structures déjà existantes ou les stratégies utilisées afin d’être plus adapté aux nouvelles conditions
Un cas de plasticité phénotypique est l’hétérophyllie. L’hétérophyllie est la capacité de certains taxons de plante à produire deux types différents de feuilles ou de frondes. La variation touche surtout la taille, la symétrie, la forme ou la fonction de la structure. Chez les plantes semi-aquatiques, comme la Renoncule aquatique (Ranunculus aquatilis), les organismes produisent deux types différents de feuilles selon qu’elles sont à la surface, dans l’air ou dans l’eau. Les feuilles submergées sont fines et ne possèdent pas de cuticule ni de stomates. Les feuilles aériennes sont plus épaisses et possèdent une cuticule et des stomates, ce qui favorise les échanges avec l’air ambiant. La grande variabilité de feuilles submergées et aériennes chez les plantes semi-aquatiques est un parfait exemple de plasticité. Des recherches physiologiques et développementales ont montré que l’hétérophyllie est assez souvent déclenchée par les mêmes signaux environnementaux chez plusieurs taxons différents. Cela implique un mécanisme sous-jacent commun, montrant que la distribution de ce trait parmi des angiospermes aquatiques suggère l’évolution parallèle (convergence) de leurs ancêtres terrestres.
L’inondation d’un milieu peut déclencher des adaptations phénotypiques chez les plantes présentes dans celui-ci. Les plantes sont endommagées ou tuées à cause du manque d’oxygène dans leurs cellules lorsque submergées. Les inondations affectent donc l’abondance et la distribution des espèces de plantes dans le monde entier. Les plantes ont adopté une stratégie afin que leurs feuilles aient toujours accès à l’atmosphère en surface lorsque le terrain est inondé : elles stimulent l’élongation de leur tige. Cela permet d’améliorer la diffusion interne de l’oxygène et le taux de photosynthèse lorsque l’organisme est submergé. Une étude sur l’Oseille des marais (Rumex palustris) a montré que l’élongation rapide des pétioles et de la tige submergés était due à l’action de certaines phytohormones : l’éthylène, l’auxine, la gibbérelline et l’acide abscissique. Cette même étude montre que la capacité d’allongement de la tige d’une plante lorsqu’exposée à l’éthylène est liée à la période de submersion mais n’est pas liée à la déshydratation du sol. Ainsi la capacité d’une plante à allonger sa tige et/ou ses pétioles est un trait important de sélection et influence fortement la distribution des plantes dans les zones inondables. Cette capacité semble être un trait favorable seulement dans des milieux touchés par des inondations peu profondes mais de longue durée. Dans des environnements où les inondations sont très profondes ou de courtes durées, le coût trop important associé à l’élongation empêche l’expression de ce trait.
À la suite d'un changement de conditions dans leur environnement, certains types de plantes peuvent modifier leur stratégie photosynthétique. Lors d’un stress hydrique ou salin, certaines plantes possédant un métabolisme C3 développent un métabolisme MAC, elles sont appelées plantes MAC facultatives. La Ficoïde à cristaux (Mesembryanthemum crystallinum) est l’une de ces plantes. Lorsqu’elles passent du métabolisme C3 à MAC, leurs stomates restent clos pendant la journée et s’ouvrent la nuit, ceci permet de garder plus d’eau en réserve et d’éviter la dessiccation. Des études récentes sur des Ficoïdes en C3 ont montré que la réponse des stomates était seulement due aux cellules de garde dont l’activité est influencée par la lumière.). En présence de lumière, les cellules de garde permettent le déroulement du cycle des xanthophylles, c’est-à-dire la conversion de violaxanthine en zéaxanthine, deux pigments présents chez les plantes. L’induction de MAC par un stress salin annule la formation de zéaxanthine stimulée par la lumière et inhibe l’activité des stomates stimulés par les lumières bleue et blanche. Les résultats obtenus dans cette étude suggèrent que l’inhibition de la formation de zéaxanthine dans les cellules de garde serait l’une des étapes régulatrices du changement de l’activité diurne vers une activité nocturne des stomates, typique des plantes MAC.

## Tolérance aux métaux lourds
Certaines plantes habitant dans des milieux ayant une grande quantité de déchets miniers ont la capacité de développer une tolérance envers des concentrations critiques de métaux lourds. Ce phénomène est assez connu et étudié en botanique.
Cependant, plusieurs études ont montré que la capacité à développer une tolérance aux métaux lourds diffère entre espèces et même entre individus. Cela explique l’exclusion ou la présence de certaines espèces de plantes dans les zones minières . Une recherche sur ce type de plantes a établi une culture de graines de différentes espèces sur un sol contenant des déchets métallurgiques afin de déterminer quelles espèces sont tolérantes et lesquelles ne le sont pas. Dans cette étude, des plantes comme Agrostis tenuis (Agrostis commun) et Dactylis glomerata (Dactyle pelotonné) ont produit 0,08% d’individus complètement tolérants. D’autres comme Poa trivialis (Pâturin commun) ou Lolium perenne (Ray-grass anglais) ont produit des survivants ayant des indices de tolérance allant de 7 à 20 %, ils ne sont donc pas considérés comme étant complètement tolérants aux métaux lourds. Enfin, certaines plantes n’ont produit aucun survivant. Ces dernières sont donc incapables de se développer dans des terrains miniers alors qu’A. tenuis et D. glomerata en sont capables. La capacité de tolérer des métaux lourds est donc fortement sélectionnée dans ces milieux.
Une autre étude a examiné la croissance de graines déjà tolérantes au cuivre plantées dans un sol contenant du zinc. Ces graines, bien que tolérantes au cuivre, agissent comme des graines non tolérantes face au zinc. Les quelques survivantes manifestent donc une tolérance au cuivre ainsi qu’au zinc. Cela montre que la tolérance à des métaux différents est indépendante. De plus, le nombre de survivants varie de façon inversement proportionnelle à la concentration de métaux lourds du sol, montrant que la tolérance aux métaux lourds est un caractère qui varie continuellement mais qui possède un seuil. Cet exemple montre qu’une forte pression de sélection agissant sur une grande population permet de faire ressortir des combinaisons de gènes rares et de changer de façon notoire les propriétés d’une population.
Les plantes résistantes aux métaux lourds sont un modèle très utile afin d’étudier les processus impliqués dans la spéciation dû à des endémies du sol. Les phénomènes impliqués dans la différenciation des populations tolérantes sont surtout la sélection naturelle, les effets fondateurs, ou le changement de la fréquence d’apparition d’un allèle.

## Modification de la reproduction
Les variations de conditions d’un milieu peuvent modifier le mode ou la durée de la période de reproduction chez certaines plantes. De plus, les organismes sont influencés par les variations des conditions météorologiques d’une année à l’autre, par la durée du jour et par l’altitude,. 
En haute altitude, les conditions environnementales sont différentes qu’en basse altitude. En haute altitude, les conditions climatiques sont plus froides et l’hiver dure plus longtemps. Ainsi, la fonte des neiges dans de tels habitats se produit beaucoup plus tardivement que dans des altitudes plus basses. La floraison rapide des plantes qui vivent en haute altitude permet d’assurer le succès reproducteur lors d’une période sans neige très courte. Cependant, cela limite leur période de maturité et de fécondité. La sélection naturelle des intervalles de floraison peut donc varier dans différents environnements possédant de courtes périodes sans neige. De plus, elle pourrait influencer l’issue d’une réponse phénologique par rapport au réchauffement climatique. Les réponses phénologiques touchent surtout la formation de feuilles, fleurs ou fruits.
Une étude a été menée sur une Potentille subalpine saisonnière (Potentilla pulcherrima) afin d’examiner la différenciation adaptative et la plasticité des intervalles de floraison chez cette plante. Les plantes de haute, intermédiaire et basse altitudes montraient des intervalles de floraisons et un taux de plasticité similaires lorsque cultivées à une même altitude, indiquant aucune évidence de différence adaptative. Les différences environnementales entre des hautes et basses altitudes indiquent que des saisons longues et sèches ou courtes et humides favorisent la reproduction rapide chez les Potentilles. Autrement dit, une reproduction accélérée est plus adaptative en cas de fonte des neiges tardive. Au contraire, une reproduction plus lente en cas de fonte des neiges précoce semble être inadaptée. De plus, la sélection est légèrement différente entre les années présentant une fonte des neiges tardive et les années plus sèches. Des individus avantagés lors d’une année ayant des précipitations tardives, peut ne pas l’être lors d’une année avec moins de précipitations importantes. Les réponses plastiques à des précipitations futures peuvent donc avoir un effet positif ou négatif sur le fitness des plantes d’une même espèce, dépendamment de l’altitude et de l’année. La période de reproduction chez les plantes saisonnières est donc influencée par l’altitude et les conditions météorologiques d’une année à l’autre.

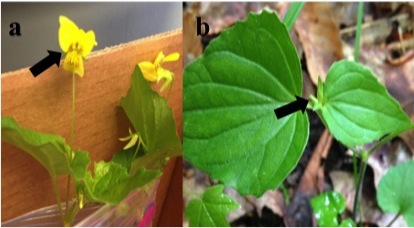
Fleur chasmogame à gauche et cléistogame à droite chez Viola pubescens. On remarque que la fleur cléistogame est beaucoup plus petite.

Le nombre d’heures d’ensoleillement dans une journée varie selon la longitude et le moment de l’année. Selon la durée du jour, certaines plantes peuvent changer de mode de reproduction. Une étude portée sur la Brome cathartique (Bromus unioloides) met en valeur ces modifications. Lors d’une photopériode assez longue (16 heures) ces plantes sont presque invariablement cléistogames, c’est-à-dire que la plante se reproduit par autopollinisation. Lors de photopériodes plus courtes (et si l’humidité du sol est élevée), les plantes sont, sans exception, chasmogames, par opposition à la cléistogamie, c’est-à-dire que la plante se reproduit par pollinisation croisée. Les plantes chasmogames sont caractérisées par des anthères, partie mâle se trouvant au bout de l’étamine, plus longues et par une période de floraison plus tardive que chez les plantes cléistogames. Chez les plantes cléistogames, les filaments et lodicules sont plus petits et l’autopollinisation se déroule peu de temps après l’émergence de la gaine foliaire. Ainsi, les plantes peuvent modifier leur mode de reproduction selon la durée du jour en modifiant leurs structures utilisées pour se reproduire.